# Кастело (Напуљ)
Кастело (итал. Castello) је насеље у Италији у округу Напуљ, региону Кампанија.
Према процени из 2011. у насељу је живело 661 становника. Насеље се налази на надморској висини од 289 м.